# Wilczopole-Kolonia
Wilczopole-Kolonia – kolonia w Polsce położona w województwie lubelskim, w powiecie lubelskim, w gminie Głusk.
W latach 1975–1998 miejscowość należała administracyjnie do województwa lubelskiego.
Kolonia stanowi sołectwo gminy Głusk.